# Huyện của Abkhazia
Huyện của Abkhazia là loại đơn vị hành chính cấp 1 của Abkhazia, Gruzia.
Huyện được đứng đầu bởi Nguyên thủ Chính quyền, người đồng thời là Thị trưởng thủ phủ của huyện, ngoại trừ trường hợp của Sukhumi. Nguyên thủ Chính quyền được Tổng thống bổ nhiệm sau khi tham khảo ý kiến của Hội đồng huyện. Trước đây, vị Nguyên thủ này được bổ nhiệm trong số các thành viên Hội đồng huyện, nhưng không qua tham vấn. Song trên thực tế, Tổng thống thường sẽ bổ nhiệm một Nguyên thủ tạm quyền từ bên ngoài, người sau đó sẽ được bầu làm thành viên của Hội đồng huyện. Thủ tục hiện tại được Hội đồng Nhân dân Abkhazia thông qua vào ngày 29 tháng 1 năm 2016.

## Danh sách
- (1) Gagra
- (2) Gudauta
- (3) Sukhumi
- (4) Gulripshi
- (5) Ochamchira
- (6) Tkvarcheli
- (7) Gali